# Almese
Almese (piemontesisch Almèis) ist eine Gemeinde in der italienischen Metropolitanstadt Turin (TO) der Region Piemont.

## Lage und Einwohner
Almese liegt 27 Kilometer westlich von Turin im Susatal auf einer Höhe von 364 m über dem Meeresspiegel. Das Gemeindegebiet umfasst eine Fläche von 17 km² und hat 6315 Einwohner (Stand 31. Dezember 2023). Almese ist Mitglied der Comunità montana Bassa Valle di Susa e Val Cenischia. Die Gemeinde besteht aus den Ortsteilen Almese, Malatrait, Milanere und Rivera. 
Die Nachbargemeinden sind Val della Torre, Rubiana, Villar Dora, Caselette und Avigliana.

## Geschichte

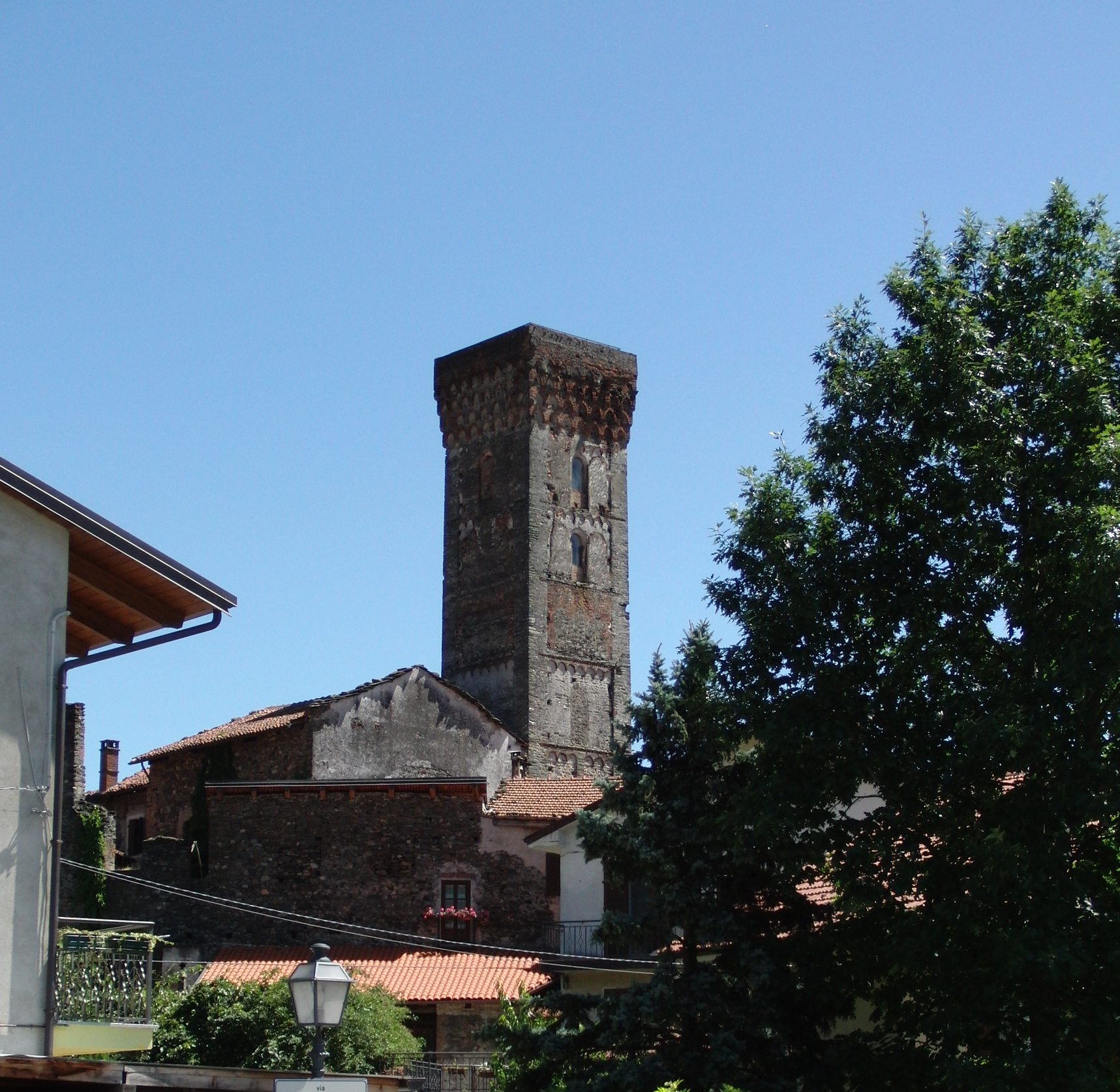
Turm San Mauro in Rivera

In der Gegend um Almese gefundene Keramikscherben datieren in die Eisenzeit. Bedeutendere Funde sind aus der Zeit des Römischen Reichs erhalten geblieben. Im Ortsteil Rivera wurden 1980 Reste einer römischen Villa gefunden, die in der augusteischen Zeit gebaut und im 3. Jahrhundert zerstört wurde. Auch Gräber der Römerzeit befinden sich in der Gemeinde.
Im Mittelalter gehörte der Ort zu den Besitzungen der Abtei San Giusto di Susa, im 17. Jahrhundert wurde er Teil des Besitzes der Familie Bertolero, die daraufhin den Titel „Conti di Almese“ (Grafen von Almese) annahm.

## Persönlichkeiten
- Scipione Riva-Rocci (1863–1937), Erfinder eines Blutdruckmessgeräts, geboren in Almese